# Chaudefontaine (Marne)
Pour les articles homonymes, voir Chaudefontaine.
Pour les articles ayant des titres homophones, voir Chaudfontaine (homonymie).
Chaudefontaine est une commune française, située dans le département de la Marne en région Grand Est.

## Géographie

### Localisation
Chaudefontaine est un village de l'Argonne.
Il fait partie de l'Aire d'attraction de Sainte-Menehould et du bassin de vie de cette ville, ain si que de la zone d'emploi de Châlons-en-Champagne.

### Communes limitrophes
Les communes limitrophes sont Argers, Braux-Sainte-Cohière, Dommartin-Dampierre, Florent-en-Argonne, Maffrécourt, Moiremont, La Neuville-au-Pont et Sainte-Menehould.
| Maffrécourt          | La Neuville-au-Pont | Moiremont          |
| Braux-Sainte-Cohière | Chaudefontaine      | Florent-en-Argonne |
| Dommartin-Dampierre  | Argers              | Sainte-Menehould   |

### Géologie et relief
La superficie de la commune est de 12,98 km2 ; son altitude varie de 132  à   221 mètres.

### Hydrographie
La commune est dans la région hydrographique « la Seine du confluent de l'Oise (inclus) à l'embouchure » au sein du bassin Seine-Normandie. Elle est drainée par l'Aisne, le Fossé 01 de la commune de Chaudefontaine, le ruisseau du Sougniat, le cours d'eau 01 de la commune de Chaudefontaine, le Fossé 02 de la commune de Chaudefontaine, le Fossé des Pauvres Champs, le ruisseau de Mairesse, le ruisseau de Roes et divers autres petits cours d'eau,.
| (texte à fusionner) Le principal cours d'eau qui draine la commune est l'Aisne, l'un des affluents de l'Oise et donc un sous-affluent du fleuve la Seine. On y trouve également ses affluents l'Auve, le ruisseau du Sougniat et le fossé des Pauvres Champs. |

L'Aisne est un  cours d'eau naturel navigable de 256 km de longueur, traversant les cinq départements Meuse, Marne, Ardennes, Aisne, Oise. Elle est un affluent de rive gauche de l'Oise, ce qui fait d'elle un sous-affluent de la Seine. Les caractéristiques hydrologiques de l'Aisne sont données par la station hydrologique située sur la commune de Chaudefontaine. Le débit moyen mensuel est de 3,72 m3/s. Le débit moyen journalier maximum est de 83 m3/s, atteint lors de la crue du 3 février 2020. Le débit instantané maximal est quant à lui de 108 m3/s, atteint le même jour.

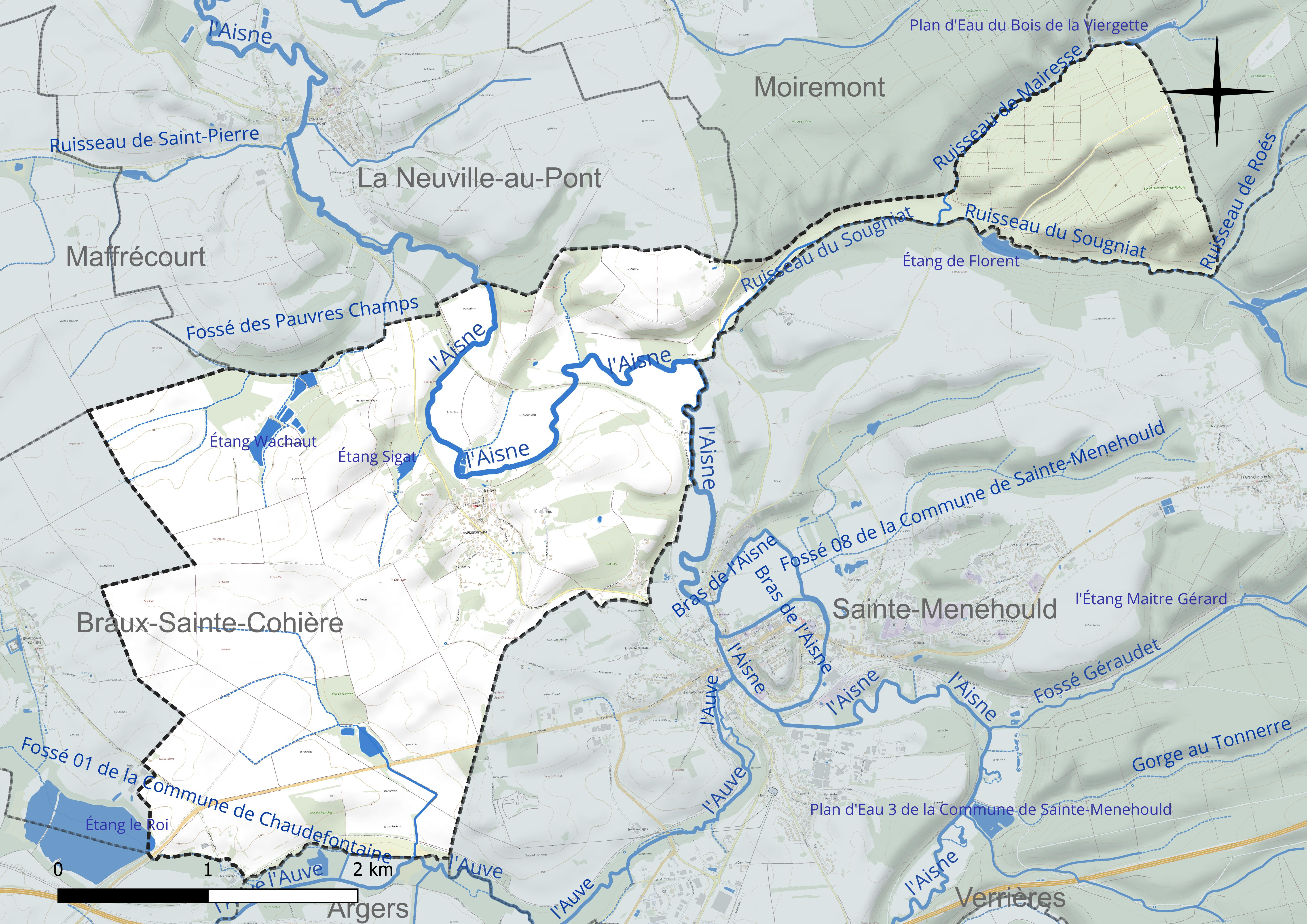
Carte hydrographique de la commune.
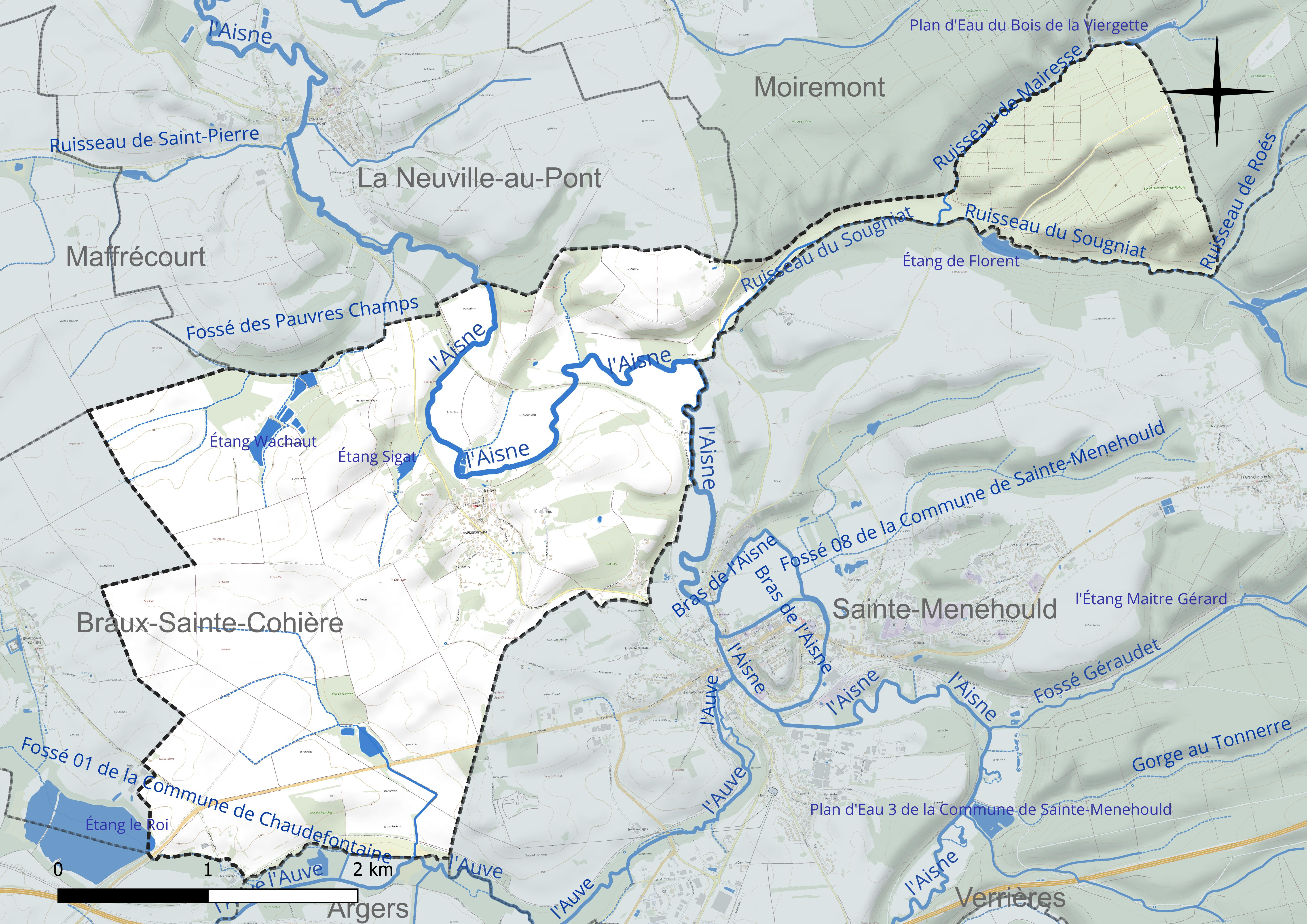
Réseau hydrographique de Chaudefontaine.

Quatre plans d'eau complètent le réseau hydrographique : le plan d'eau du Bois de la Viergette, d'une superficie totale de 1,1 ha (0,1 ha sur la commune), l'étang le Roi, d'une superficie totale de 34,4 ha (0,4 ha sur la commune), l'étang Sigat (1,2 ha) et l'étang Wachaut (2,6 ha),.

### Climat
Pour des articles plus généraux, voir Climat du Grand Est et Climat de la Marne.
En 2010, le climat de la commune est de type climat de montagne, selon une étude du Centre national de la recherche scientifique s'appuyant sur une série de données couvrant la période 1971-2000. En 2020, Météo-France publie une typologie des climats de la France métropolitaine dans laquelle la commune est exposée à un climat océanique altéré et est dans la région climatique Nord-est du bassin Parisien, caractérisée par un ensoleillement médiocre, une pluviométrie moyenne régulièrement répartie au cours de l’année et un hiver froid (3 °C).
Pour la période 1971-2000, la température annuelle moyenne est de 10,3 °C, avec une amplitude thermique annuelle de 16 °C. Le cumul annuel moyen de précipitations est de 890 mm, avec 13,2 jours de précipitations en janvier et 9,1 jours en juillet. Pour la période 1991-2020, la température moyenne annuelle observée sur la station météorologique de Météo-France la plus proche, « Argers », sur la commune d'Argers à 4 km à vol d'oiseau, est de 10,9 °C et le cumul annuel moyen de précipitations est de 739,4 mm. 
La température maximale relevée sur cette station est de 41,1 °C, atteinte le 25 juillet 2019 ; la température minimale est de −17,5 °C, atteinte le 20 décembre 2009,,.
Les paramètres climatiques de la commune ont été estimés pour le milieu du siècle (2041-2070) selon différents scénarios d'émission de gaz à effet de serre à partir des nouvelles projections climatiques de référence DRIAS-2020. Ils sont consultables sur un site dédié publié par Météo-France en novembre 2022.

## Urbanisme

### Typologie
Au 1er janvier 2024, Chaudefontaine est catégorisée commune rurale à habitat dispersé, selon la nouvelle grille communale de densité à sept niveaux définie par l'Insee en 2022.
Elle est située hors unité urbaine. Par ailleurs la commune fait partie de l'aire d'attraction de Sainte-Menehould, dont elle est une commune de la couronne,. Cette aire, qui regroupe 50 communes, est catégorisée dans les aires de moins de 50 000 habitants,.

### Occupation des sols

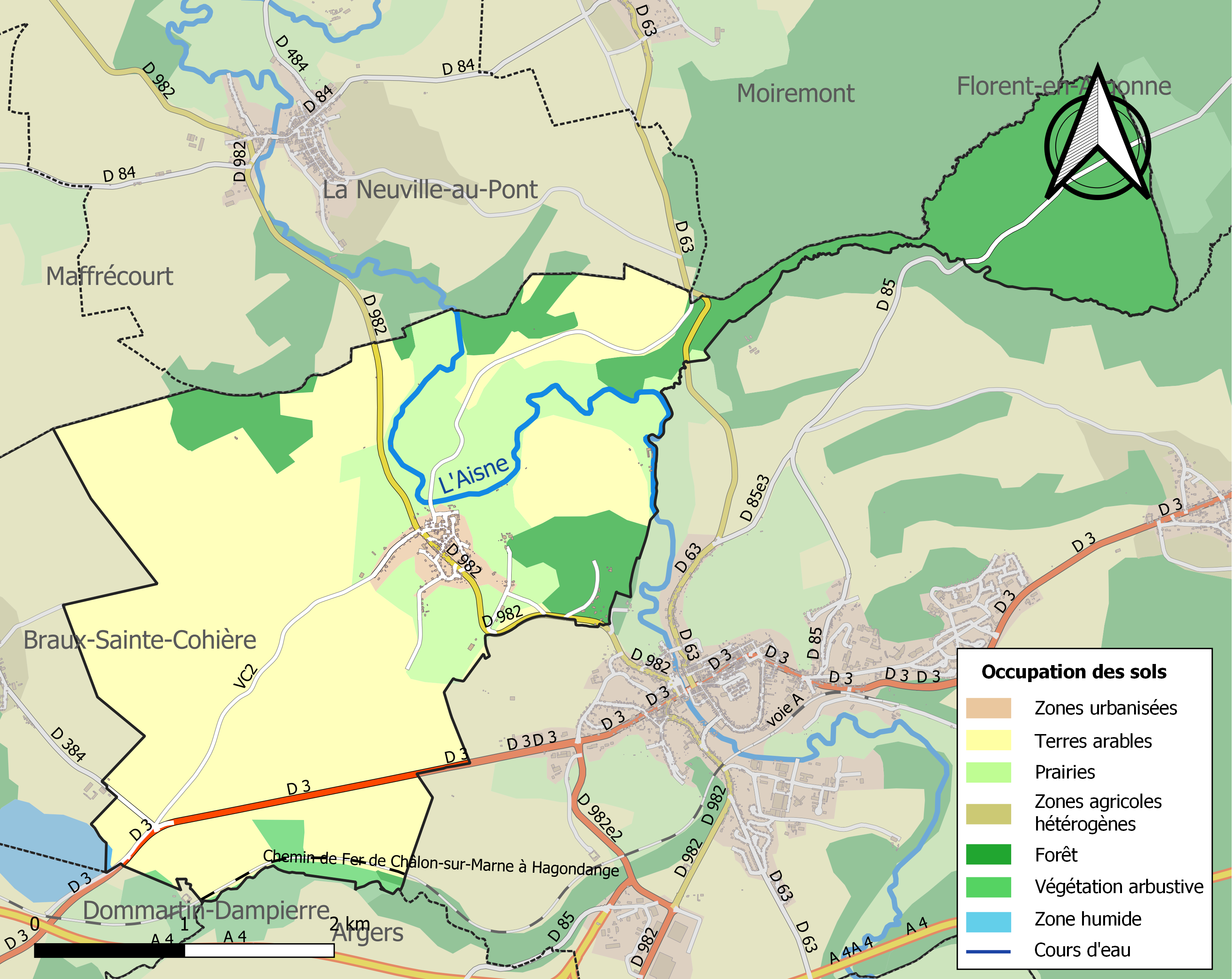
Carte des infrastructures et de l'occupation des sols de la commune en 2018 (CLC).

L'occupation des sols de la commune, telle qu'elle ressort de la base de données européenne d’occupation biophysique des sols Corine Land Cover (CLC), est marquée par l'importance des territoires agricoles (72,1 % en 2018), en augmentation par rapport à 1990 (70,5 %). La répartition détaillée en 2018 est la suivante : 
terres arables (56,2 %), forêts (24,4 %), prairies (15,9 %), zones urbanisées (2,2 %), milieux à végétation arbustive et/ou herbacée (1,3 %). L'évolution de l’occupation des sols de la commune et de ses infrastructures peut être observée sur les différentes représentations cartographiques du territoire : la carte de Cassini (XVIIIe siècle), la carte d'état-major (1820-1866) et les cartes ou photos aériennes de l'IGN pour la période actuelle (1950 à aujourd'hui).

### Habitat et logement
En 2020, le nombre total de logements dans la commune était de 158, alors qu'il était de 148 en 2015 et de 144 en 2010.
Parmi ces logements, 82,7 % étaient des résidences principales, 2,6 % des résidences secondaires et 14,7 % des logements vacants. Ces logements étaient pour 98,1 % d'entre eux des maisons individuelles et pour 1,9 % des appartements.
Le tableau ci-dessous présente la typologie des logements à Chaudefontaine en 2020 en comparaison avec celle de la Marne et de la France entière. Une caractéristique marquante du parc de logements est ainsi la faible proportion des résidences secondaires et logements occasionnels (2,6 %) par rapport au département (3,1 %) et à la France entière (9,7 %).
| Typologie                                               | Chaudefontaine | Marne | France entière |
| ------------------------------------------------------- | -------------- | ----- | -------------- |
| Résidences principales (en %)                           | 82,7           | 87,7  | 82,1           |
| Résidences secondaires et logements occasionnels (en %) | 2,6            | 3,1   | 9,7            |
| Logements vacants (en %)                                | 14,7           | 9,2   | 8,2            |

## Toponymie
Le nom de la localité est attesté sous les formes Calida Fontana, Qualida Fontana (1132) ; Calidus Fons (1201) ; Callidus Fons (vers 1252) ; Chaudefontaine (1346) ; Chaudefontaine (1370) ; Chaudefontaingne (1408) ; Chaudeffontaine (1439) ; Châteaufontaine (1749).
Le latin călĭdus « chaud » avec fontāna, dérivé de fons, a donné après chuintement, « Chaudefontaine ». La fontaine Saint-Laurent de Chaudefontaine guérissait de la fièvre et des maux d'yeux, comme celle de Saint-Gengoult à Varennes en Argonne.

## Histoire

Chaudefontaine en 1915
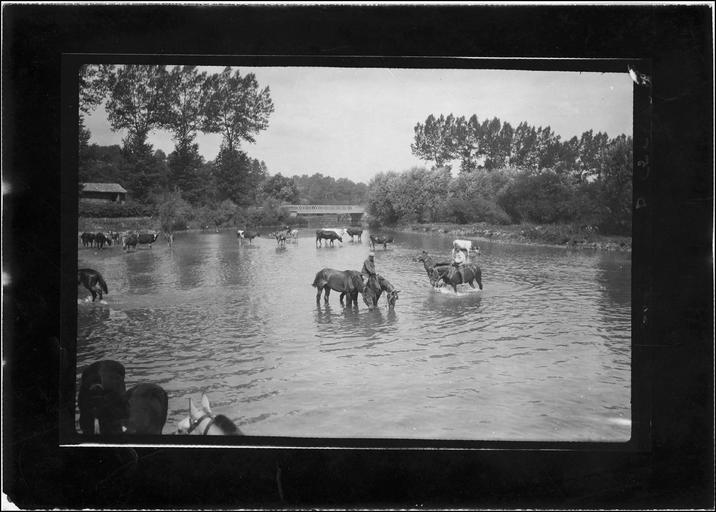
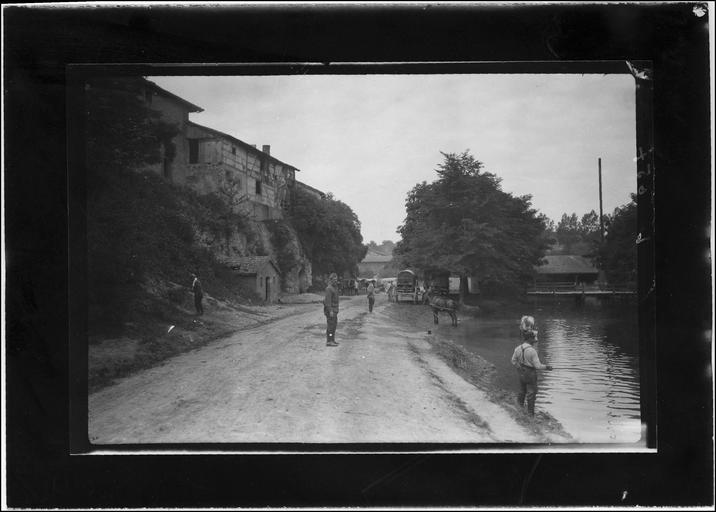
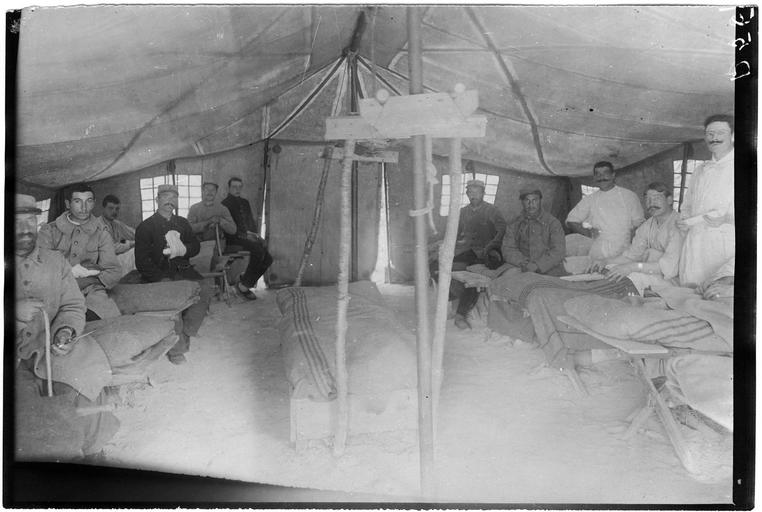
L'ambulance du Château de Vaux
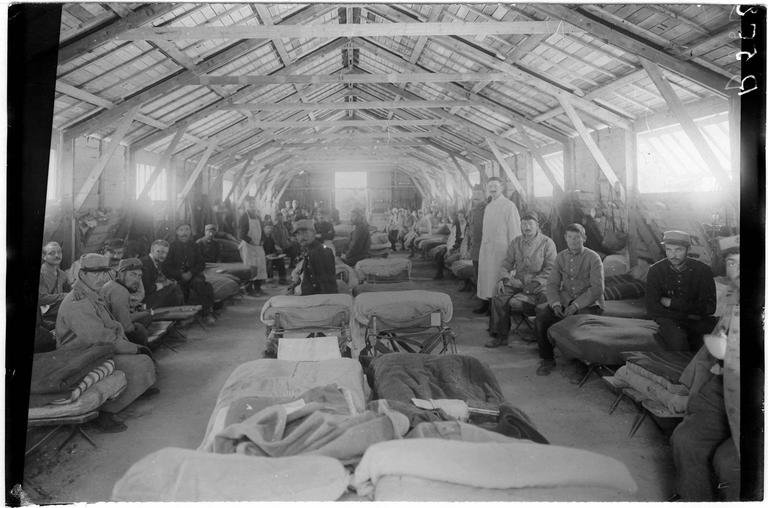
Tente de cette ambulance.
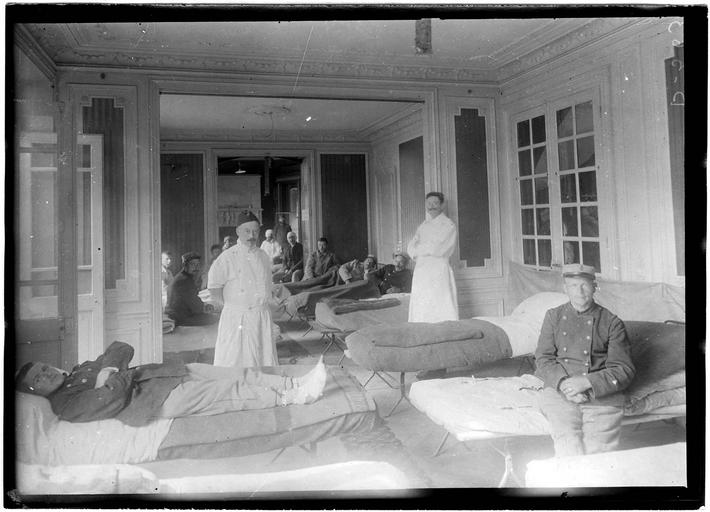
Blessés dans le château.

## Politique et administration

### Rattachements administratifs et électoraux

#### Rattachements administratifs
La commune se trouvait  depuis 1940 dans l'arrondissement de Sainte-Menehould du département de la Marne.  Par décret du 29 mars 2017, cet arrondissement  est supprimée et la commune est intégrée le 31 mars 2017 à l'arrondissement de Châlons-en-Champagne,.
Elle faisait partie depuis 1801 du canton de Sainte-Menehould. Dans le cadre du redécoupage cantonal de 2014 en France, cette circonscription administrative territoriale a disparu, et le canton n'est plus qu'une circonscription électorale.

#### Rattachements électoraux
Pour les élections départementales, la commune fait partie depuis 2014 du canton d'Argonne Suippe et Vesle
Pour l'élection des députés, elle fait partie de la quatrième circonscription de la Marne.

### Intercommunalité
La commune, antérieurement membre de la communauté de communes de la Région de Sainte-Menehould, est membre, depuis le 1er janvier 2014, de la CC de l'Argonne Champenoise
En effet, conformément au schéma départemental de coopération intercommunale de la Marne du 15 décembre 2011, cette communauté de communes de l'Argonne Champenoise est issue de la fusion, au 1er janvier 2014,  de : 
- la communauté de communes du Canton de Ville-sur-Tourbe ;
- de la Communauté de communes de la Région de Givry-en-Argonnc ;
- et de la Communauté de communes de la Région de Sainte-Menehoulc.

Les communes isolées de Cernay-en-Dormois, Les Charmontois, Herpont et Voilemont ont également rejoint l'Argonne Champenoise à sa création.

### Liste des maires
| Période                                  | Période                        | Identité      | Étiquette | Qualité                                 |
| ---------------------------------------- | ------------------------------ | ------------- | --------- | --------------------------------------- |
| Les données manquantes sont à compléter. |                                |               |           |                                         |
|                                          |                                |               |           |                                         |
| 1961                                     | février 1965                   | René Cachier  | SFIO      | Mort en fonction                        |
|                                          |                                |               |           |                                         |
| mars 2001                                | En cours (au 30 novembre 2023) | Patrick Cappy |           | Artisan Réélu pour le mandat 2020-2026, |

## Démographie
L'évolution du nombre d'habitants est connue à travers les recensements de la population effectués dans la commune depuis 1793. Pour les communes de moins de 10 000 habitants, une enquête de recensement portant sur toute la population est réalisée tous les cinq ans, les populations de référence des années intermédiaires étant quant à elles estimées par interpolation ou extrapolation. Pour la commune, le premier recensement exhaustif entrant dans le cadre du nouveau dispositif a été réalisé en 2007.

En 2022, la commune comptait 312 habitants, en évolution de −3,7 % par rapport à 2016 (Marne : −1,19 %, France hors Mayotte : +2,11 %).
| 1793 | 1800 | 1806 | 1821 | 1831 | 1836 | 1841 | 1846 | 1851 |
| ---- | ---- | ---- | ---- | ---- | ---- | ---- | ---- | ---- |
| 475  | 546  | 555  | 548  | 523  | 514  | 503  | 500  | 503  |

| 1856 | 1861 | 1866 | 1872 | 1876 | 1881 | 1886 | 1891 | 1896 |
| ---- | ---- | ---- | ---- | ---- | ---- | ---- | ---- | ---- |
| 465  | 459  | 450  | 412  | 418  | 418  | 387  | 382  | 355  |

| 1901 | 1906 | 1911 | 1921 | 1926 | 1931 | 1936 | 1946 | 1954 |
| ---- | ---- | ---- | ---- | ---- | ---- | ---- | ---- | ---- |
| 351  | 324  | 302  | 225  | 229  | 205  | 215  | 243  | 260  |

| 1962 | 1968 | 1975 | 1982 | 1990 | 1999 | 2006 | 2007 | 2012 |
| ---- | ---- | ---- | ---- | ---- | ---- | ---- | ---- | ---- |
| 252  | 214  | 227  | 258  | 327  | 312  | 320  | 321  | 336  |

| 2017 | 2022 | - | - | - | - | - | - | - |
| ---- | ---- | - | - | - | - | - | - | - |
| 320  | 312  | - | - | - | - | - | - | - |

## Culture locale et patrimoine

### Lieux et monuments
- L'ancien prieuré.
- Le château de Chaudefontaine.

## Pour approfondir